# コイ春ウイルス病
コイ春ウイルス病（コイはるウイルスびょう、英:spring viremia of carp;SVC）とは、ラブドウイルス科スプリビウイルス属に属するコイスプリビウイルス(Carp sprivivirus)の感染を原因とするコイ科魚類の感染症。
水を介した水平感染を引き起こし、外部所見として腹部膨満、鰓と皮膚の点状出血、眼球突出、体色黒化、鰓色明化、内部所見および病理所見として内臓の出血、腹水貯留、鰾の点状出血、肝臓の多発性壊死、全身の充血、膵臓の化膿性炎が認められる。

## 他のラブドウイルス科ウイルスを原因とする魚類の感染症
- 伝染性造血器壊死症
- ウイルス性出血性敗血症
- ヒラメラブドウイルス病